# Final Dawn
Final Dawn ist eine finnische Thrash- und Death-Metal-Band aus Oulu, die im Jahr 2000 gegründet wurde.

## Geschichte
Die Band wurde im Sommer 2000 von dem Sänger und Gitarristen Vesa Mattila, dem Schlagzeuger Mikko Törmänen und dem Bassisten Hessu Meriläinen gegründet. Im Frühling 2001 stieß Marko Leiviskä als zweiter Gitarrist hinzu. In ihrem Proberaum wurde im April das Demo Suicide of Your World aufgenommen und daraufhin an verschiedene Labels gesandt. Ein Plattenvertrag blieb jedoch aus. Im August wurde Toni Laine als neuer Bassist hinzugefügt, ehe im September das Demo Aggression Overdrive, das zwei Lieder enthält, in den Tico Tico Studios aufgenommen wurde. Gegen Ende des Jahres wurde unter der Leitung von V-P Haastola ein Musikvideo zum Titellied erstellt. Im Herbst 2001 und Frühling 2002 hielt die Gruppe ein paar Auftritte ab und nahm dabei auch in Oulu an einem Bandwettbewerb teil, bei dem sie den zweiten Platz belegte. Nachdem die Gruppe das Demo beworben hatte, unterzeichnete sie zu Beginn des Sommers 2002 einen Plattenvertrag bei Rafe of Achilles Records, einem kleinen englischen Label. Im Januar 2003 wurde eine EP mit fünf Liedern in den Sonic Pump Studios in Helsinki aufgenommen, ehe man sich noch im Frühling von dem Label trennte. Stattdessen unterschrieb man im November einen Vertrag bei New Aeon Media, einem Sub-Label von Karmageddon Media. Die Gruppe begab sich zurück in die Sonic Pump Studios, um drei weitere Lieder aufzunehmen, die zusammen mit fünf bereits aufgenommenen das Album Under the Bleeding Sky ergaben. Das Album erschien im März 2004. In den USA wurde das Album bei Candlelight Records veröffentlicht. Mattila zog danach nach Helsinki, was eine Pause für die Band bedeutete. Nachdem er sich anderen Projekten wie Codeon gewidmet hatte, belebte er 2007 Final Dawn mit dem Bassisten und Schlagzeuger Leonard wieder.

## Stil
rockdetector.com ordnete die Band dem Death Metal zu, während sie selbst ihre Musik als „Melodic Aggrometal“ bezeichne. Jason MacNeil von Allmusic schrieb in seiner Rezension zu Under the Bleeding Sky, dass das Album Einflüsse aus dem Nu Metal aufweise. Das Lied Solemn Art weise Elemente aus dem klassischen Metal auf, die man weder dem Dark- noch dem Death-Metal zuordnen könne. Der Gesang bestehe aus dunklen und gleichmäßigen Growls, die Erinnerungen an Rammstein wachrufen würden. Doze klinge stark nach Iron Maiden und Megadeth. Es seien Elemente aus dem Death Metal vorhanden, die man in Regression Is Transgression kaum ausmachen könne. My Pain erinnere an Mötley Crües Looks That Kill. Nightstalker von Metal.de gab in seiner Albumbesprechung an, dass das Liedmaterial an das der als Einflüsse genannten Bands Children of Bodom und Megadeth nicht herankomme. Insgesamt könne man die Musik als ähnlich wie die auf dem Merciless-Album Unbound bezeichnen, wenn man die Melodien weglassen würde.

## Diskografie
- 2001: Suicide of Your World (Demo, Eigenveröffentlichung)
- 2002: Aggression Overdrive (Demo, Eigenveröffentlichung)
- 2004: Under the Bleeding Sky (Album, New Aeon Media)
- 2008: And They Die… (Demo, Eigenveröffentlichung)
- 2009: Martyrs of Vanity (Demo, Eigenveröffentlichung)
- 2010: Soulless Can't Repent (EP, Eigenveröffentlichung)
- 2012: The Crown of the Dead Eyes (EP, Eigenveröffentlichung)
- 2014: Become Death (Demo, Eigenveröffentlichung)
- 2016: Celtic Honour (Demo, Eigenveröffentlichung)